# Sisymbrium austriacum
Sisymbrium austriacum é uma espécie de planta com flor pertencente à família Brassicaceae. 
A autoridade científica da espécie é Jacq., tendo sido publicada em Florae Austriaceae 3: 35. 1775.

## Portugal
Trata-se de uma espécie presente no território português, nomeadamente os seguintes táxones infraespecíficos:
- Sisymbrium austriacum subsp. chrysanthum - presente em Portugal Continental. Em termos de naturalidade é nativa da região atrás referida. Não se encontra protegida por legislação portuguesa ou da Comunidade Europeia.
- Sisymbrium austriacum subsp. contortum - presente em Portugal Continental. Em termos de naturalidade é nativa da região atrás referida. Não se encontra protegida por legislação portuguesa ou da Comunidade Europeia.